# Percarina
Percarina — род лучепёрых рыб из семейства окуневых (Percidae), обитающий в Восточной Европе. Встречаются в реках и Азовском море. Бентопелагические рыбы. Длина тела 10 см. Безвредны для человека.

## Классификация
На февраль 2024 в род включают 2 вида:
- Перкарина азовская (Percarina maeotica)
- Перкарина (Percarina demidoffii)

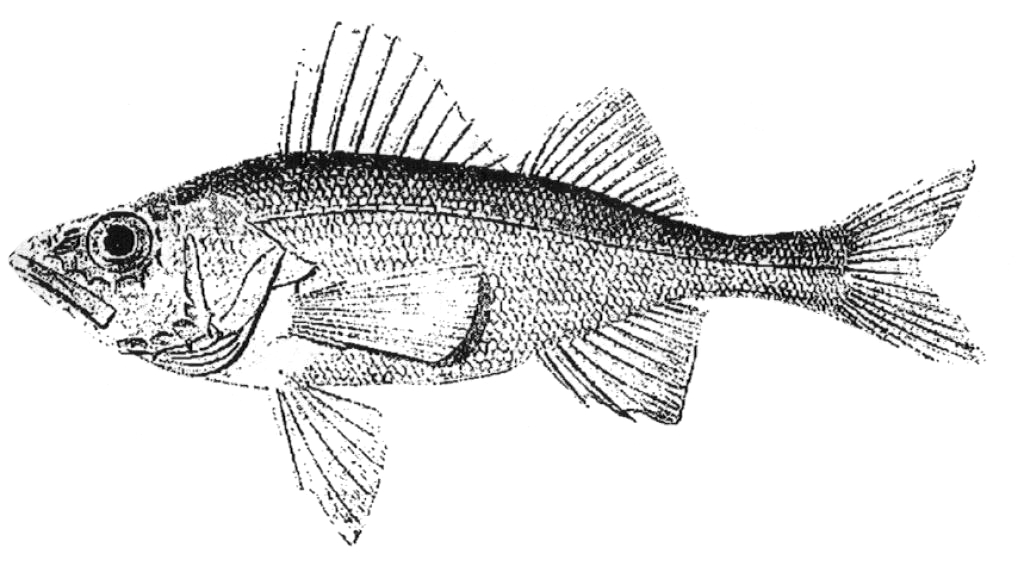
Перкарина азовская